# UCI Europe Tour 2016
Navigation
Édition précédente Édition suivante
L'UCI Europe Tour 2016 est la douzième édition de l'UCI Europe Tour, l'un des cinq circuits continentaux de cyclisme de l'Union cycliste internationale. Il est composé d'environ 400 compétitions organisées du 28 janvier au 11 octobre 2016 en Europe.

## Calendrier des épreuves

### Janvier
| Date | Course                                      | Pays    | Classe | Vainqueur          | Équipe           |
| ---- | ------------------------------------------- | ------- | ------ | ------------------ | ---------------- |
| 28   | Trofeo Felanitx-Ses Salines-Campos-Porreres | Espagne | 1.1    | André Greipel      | Lotto-Soudal     |
| 29   | Trofeo Pollença-Andratx                     | Espagne | 1.1    | Gianluca Brambilla | Etixx-Quick Step |
| 30   | Trofeo Serra de Tramontana                  | Espagne | 1.1    | Fabian Cancellara  | Trek-Segafredo   |
| 31   | Grand Prix d'ouverture La Marseillaise      | France  | 1.1    | Dries Devenyns     | IAM              |
| 31   | Trofeo Playa de Palma                       | Espagne | 1.1    | André Greipel      | Lotto-Soudal     |

### Février
| Date  | Course                            | Pays     | Classe | Vainqueur          | Équipe              |
| ----- | --------------------------------- | -------- | ------ | ------------------ | ------------------- |
| 3-7   | Étoile de Bessèges                | France   | 2.1    | Jérôme Coppel      | IAM                 |
| 3-7   | Tour de la Communauté valencienne | Espagne  | 2.1    | Wout Poels         | Sky                 |
| 7     | Grand Prix de la côte étrusque    | Italie   | 1.1    | Grega Bole         | Nippo-Vini Fantini  |
| 11-14 | La Méditerranéenne                | France   | 2.1    | Andriy Grivko      | Astana              |
| 13    | Tour de Murcie                    | Espagne  | 1.1    | Philippe Gilbert   | BMC Racing          |
| 14    | Clásica de Almería                | Espagne  | 1.1    | Leigh Howard       | IAM                 |
| 14    | Grand Prix Laguna                 | Croatie  | 1.2    | Filippo Ganna      | Colpack             |
| 14    | Trofeo Laigueglia                 | Italie   | 1.HC   | Andrea Fedi        | Southeast-Venezuela |
| 17-21 | Tour d'Andalousie                 | Espagne  | 2.1    | Alejandro Valverde | Movistar            |
| 17-21 | Tour de l'Algarve                 | Portugal | 2.1    | Geraint Thomas     | Sky                 |
| 20-21 | Tour du Haut-Var                  | France   | 2.1    | Arthur Vichot      | FDJ                 |
| 23-25 | Tour La Provence                  | France   | 2.1    | Thomas Voeckler    | Direct Énergie      |
| 27    | Classic Sud Ardèche               | France   | 1.1    | Petr Vakoč         | Etixx-Quick Step    |
| 27    | Circuit Het Nieuwsblad            | Belgique | 1.HC   | Greg Van Avermaet  | BMC Racing          |
| 28    | Drôme Classic                     | France   | 1.1    | Petr Vakoč         | Etixx-Quick Step    |
| 28    | Grand Prix Izola                  | Slovénie | 1.2    | Jure Golčer        | Adria Mobil         |
| 28    | Kuurne-Bruxelles-Kuurne           | Belgique | 1.HC   | Jasper Stuyven     | Trek-Segafredo      |
| 28    | Grand Prix de Lugano              | Suisse   | 1.HC   | Sonny Colbrelli    | Bardiani CSF        |

### Mars
| Date  | Course                                                  | Pays     | Classe | Vainqueur           | Équipe                                |
| ----- | ------------------------------------------------------- | -------- | ------ | ------------------- | ------------------------------------- |
| 2     | Le Samyn                                                | Belgique | 1.1    | Niki Terpstra       | Etixx-Quick Step                      |
| 2     | Umag Trophy                                             | Croatie  | 1.2    | Jonas Bokeloh       | Klein Constantia                      |
| 4-6   | Trois jours de Flandre-Occidentale                      | Belgique | 2.1    | Sean De Bie         | Lotto-Soudal                          |
| 5     | Strade Bianche                                          | Italie   | 1.HC   | Fabian Cancellara   | Trek-Segafredo                        |
| 5     | Poreč Trophy                                            | Croatie  | 1.2    | Matej Mugerli       | Synergy Baku Project                  |
| 5     | Ster van Zwolle                                         | Pays-Bas | 1.2    | Jeff Vermeulen      | Jo Piels                              |
| 6     | Grand Prix de Lillers-Souvenir Bruno Comini             | France   | 1.2    | Stijn Steels        | Topsport Vlaanderen-Baloise           |
| 6     | Grand Prix de l'industrie et de l'artisanat de Larciano | Italie   | 1.1    | Simon Clarke        | Cannondale                            |
| 10-13 | Istrian Spring Trophy                                   | Croatie  | 2.2    | Olivier Pardini     | Wallonie Bruxelles-Group Protect      |
| 12    | Tour de Drenthe                                         | Pays-Bas | 1.1    | Jesper Asselman     | Roompot-Oranje Peloton                |
| 12-13 | Grand Prix Liberty Seguros                              | Portugal | 2.2    | August Jensen       | Coop-Øster Hus                        |
| 13    | Dorpenomloop Rucphen                                    | Pays-Bas | 1.2    | Aidis Kruopis       | Verandas Willems                      |
| 13    | Paris-Troyes                                            | France   | 1.2    | Rudy Barbier        | Roubaix Métropole européenne de Lille |
| 16    | Nokere Koerse                                           | Belgique | 1.HC   | Timothy Dupont      | Verandas Willems                      |
| 16-20 | Tour de l'Alentejo                                      | Portugal | 2.2    | Enric Mas           | Klein Constantia                      |
| 18    | Handzame Classic                                        | Belgique | 1.1    | Erik Baška          | Tinkoff                               |
| 19    | Classic Loire-Atlantique                                | France   | 1.1    | Anthony Turgis      | Cofidis                               |
| 20    | Cholet-Pays de Loire                                    | France   | 1.1    | Rudy Barbier        | Roubaix Métropole européenne de Lille |
| 21-27 | Tour de Normandie                                       | France   | 2.2    | Baptiste Planckaert | Wallonie Bruxelles-Group Protect      |
| 23    | À travers les Flandres                                  | Belgique | 1.HC   | Jens Debusschere    | Lotto-Soudal                          |
| 24-27 | Semaine internationale Coppi et Bartali                 | Italie   | 2.1    | Sergey Firsanov     | Gazprom-RusVelo                       |
| 26-27 | Critérium international                                 | France   | 2.HC   | Thibaut Pinot       | FDJ                                   |
| 27    | Gand-Wevelgem espoirs                                   | Belgique | 1.Ncup | Mads Pedersen       | Équipe nationale du Danemark espoirs  |
| 28    | Giro del Belvedere                                      | Italie   | 1.2U   | Patrick Müller      | BMC Development                       |
| 29    | Gran Premio Palio del Recioto                           | Italie   | 1.2U   | Ruben Guerreiro     | Axeon-Hagens Berman                   |
| 29-31 | Trois Jours de La Panne                                 | Belgique | 2.HC   | Lieuwe Westra       | Astana                                |

### Avril
| Date  | Course                                     | Pays               | Classe | Vainqueur             | Équipe                                  |
| ----- | ------------------------------------------ | ------------------ | ------ | --------------------- | --------------------------------------- |
| 1     | Route Adélie de Vitré                      | France             | 1.1    | Bryan Coquard         | Direct Énergie                          |
| 1-3   | Triptyque des Monts et Châteaux            | Belgique           | 2.2    | Mads Würtz Schmidt    | Trefor                                  |
| 2     | Volta Limburg Classic                      | Pays-Bas           | 1.1    | Floris Gerts          | BMC Racing                              |
| 2     | Grand Prix Miguel Indurain                 | Espagne            | 1.1    | Ion Izagirre          | Movistar                                |
| 3     | Grand Prix Adria Mobil                     | Slovénie           | 1.2    | Filippo Fortin        | GM Europa Ovini                         |
| 3     | Tour de La Rioja                           | Espagne            | 1.1    | Michael Matthews      | Orica-GreenEDGE                         |
| 3     | Trofeo Banca Popolare di Vicenza           | Italie             | 1.2U   | Tao Geoghegan Hart    | Axeon-Hagens Berman                     |
| 3     | Paris-Camembert                            | France             | 1.1    | Cyril Gautier         | AG2R La Mondiale                        |
| 5-8   | Circuit de la Sarthe                       | France             | 2.1    | Marc Fournier         | FDJ                                     |
| 6     | Grand Prix de l'Escaut                     | Belgique           | 1.HC   | Marcel Kittel         | Etixx-Quick Step                        |
| 8-10  | Circuit des Ardennes international         | France             | 2.2    | Olivier Pardini       | Wallonie Bruxelles-Group Protect        |
| 9     | Tour des Flandres espoirs                  | Belgique           | 1.Ncup | David Per             | Équipe nationale de Slovénie espoirs    |
| 10    | Klasika Primavera                          | Espagne            | 1.1    | Giovanni Visconti     | Movistar                                |
| 13    | Flèche brabançonne                         | Belgique           | 1.HC   | Petr Vakoč            | Etixx-Quick Step                        |
| 13-17 | Tour du Loir-et-Cher                       | France             | 2.2    | Patrick Schelling     | Vorarlberg                              |
| 14    | Grand Prix de Denain                       | France             | 1.HC   | Daniel McLay          | Fortuneo-Vital Concept                  |
| 14-17 | Tour de Mersin                             | Turquie            | 2.2    | Nazim Bakırcı         | Torku Şekerspor                         |
| 15-16 | ZLM Tour                                   | Pays-Bas           | 2.Ncup | Amund Grøndahl Jansen | Équipe nationale de Norvège espoirs     |
| 15-17 | Tour de Castille-et-León                   | Espagne            | 2.1    | Alejandro Valverde    | Movistar                                |
| 16    | Trophée Edil C                             | Italie             | 1.2    | Vincenzo Albanese     | Hopplà-Petroli Firenze                  |
| 16    | Tour du Finistère                          | France             | 1.1    | Baptiste Planckaert   | Wallonie Bruxelles-Group Protect        |
| 16    | Liège-Bastogne-Liège espoirs               | Belgique           | 1.2U   | Logan Owen            | Axeon-Hagens Berman                     |
| 17    | Tour de Hollande-Septentrionale            | Pays-Bas           | 1.2    | Mathias Westergaard   | Almeborg-Bornholm                       |
| 17    | Tour des Apennins                          | Italie             | 1.1    | Sergey Firsanov       | Gazprom-RusVelo                         |
| 17    | Tro Bro Leon                               | France             | 1.1    | Martin Mortensen      | ONE                                     |
| 19-22 | Tour du Trentin                            | Italie             | 2.HC   | Mikel Landa           | Sky                                     |
| 19-24 | Tour de Croatie                            | Croatie            | 2.1    | Matija Kvasina        | Synergy Baku Project                    |
| 23    | Belgrade-Banja Luka I                      | Bosnie-Herzégovine | 1.2    | Vitaliy Buts          | Kolss-BDC                               |
| 23    | Arno Wallaard Memorial                     | Pays-Bas           | 1.2    | Maarten van Trijp     | Metec-TKH-Mantel                        |
| 23    | Visegrad 4 Bicycle Race - GP Hungary       | Hongrie            | 1.2    | Marek Čanecký         | Amplatz-BMC                             |
| 24    | Belgrade-Banja Luka II                     | Bosnie-Herzégovine | 1.2    | Filippo Fortin        | GM Europa Ovini                         |
| 24    | Rutland-Melton International Cicle Classic | Royaume-Uni        | 1.2    | Conor Dunne           | JLT Condor                              |
| 24    | Paris-Mantes-en-Yvelines                   | France             | 1.2    | Paul Ourselin         | Vendée U                                |
| 24    | Roue tourangelle                           | France             | 1.1    | Samuel Dumoulin       | AG2R La Mondiale                        |
| 24    | Visegrad 4 Bicycle Race - GP Slovakia      | Slovaquie          | 1.2    | Andriy Kulyk          | Kolss-BDC                               |
| 24-1  | Tour de Turquie                            | Turquie            | 2.HC   | José Gonçalves        | Caja Rural-Seguros RGA                  |
| 25    | Gran Premio della Liberazione              | Italie             | 1.2U   | Vincenzo Albanese     | Hopplà-Petroli Firenze                  |
| 25-1  | Tour de Bretagne                           | France             | 2.2    | Adrien Costa          | Équipe nationale des États-Unis espoirs |
| 29    | Himmerland Rundt                           | Danemark           | 1.2    | Jonas Gregaard        | Riwal Platform                          |
| 29-1  | Tour de Yorkshire                          | Royaume-Uni        | 2.1    | Thomas Voeckler       | Direct Énergie                          |
| 29-3  | Carpathian Couriers Race                   | Hongrie            | 2.2U   | Hamish Schreurs       | Klein Constantia                        |
| 30    | ZODC Zuidenveld Tour                       | Pays-Bas           | 1.2    | Elmar Reinders        | Jo Piels                                |
| 30    | Grand Prix Viborg                          | Danemark           | 1.2    | Johim Ariesen         | Metec-TKH-Mantel                        |
| 30-2  | Tour des Asturies                          | Espagne            | 2.1    | Hugh Carthy           | Caja Rural-Seguros RGA                  |

### Mai
| Date  | Course                                      | Pays        | Classe | Vainqueur             | Équipe                          |
| ----- | ------------------------------------------- | ----------- | ------ | --------------------- | ------------------------------- |
| 1     | Grand Prix de Francfort espoirs             | Allemagne   | 1.2U   | Konrad Geßner         | RSC Turbine Erfurt              |
| 1     | Skive-Løbet                                 | Danemark    | 1.2    | Johim Ariesen         | Metec-TKH-Mantel                |
| 1     | Mémorial Andrzej Trochanowski               | Pologne     | 1.2    | Alois Kankovsky       | Whirlpool-Author                |
| 1     | Circuito del Porto-Trofeo Arvedi            | Italie      | 1.2    | Marco Maronese        | Zalf Euromobil Désirée Fior     |
| 1     | Grand Prix de Francfort                     | Allemagne   | 1.HC   | Alexander Kristoff    | Katusha                         |
| 2     | Mémorial Roman Siemiński                    | Pologne     | 1.2    | Mykhaylo Kononenko    | Kolss-BDC                       |
| 4-8   | Quatre Jours de Dunkerque                   | France      | 2.HC   | Bryan Coquard         | Direct Énergie                  |
| 4-8   | Tour d'Azerbaïdjan                          | Azerbaïdjan | 2.1    | Markus Eibegger       | Felbermayr Simplon Wels         |
| 4-8   | Flèche du Sud                               | Luxembourg  | 2.2    | Sérgio Sousa          | Vorarlberg                      |
| 5     | À travers les Ardennes flamandes            | Belgique    | 1.2    | Timothy Dupont        | Verandas Willems                |
| 6-8   | Szlakiem Grodów Piastowskich                | Pologne     | 2.2    | Oleksandr Polivoda    | Kolss-BDC                       |
| 7     | Sundvolden GP                               | Norvège     | 1.2    | Andreas Vangstad      | Sparebanken Sør                 |
| 7-8   | Tour de la communauté de Madrid             | Espagne     | 2.1    | Juan José Lobato      | Movistar                        |
| 8     | Flèche ardennaise                           | Belgique    | 1.2    | Jeroen Meijers        | Rabobank Development            |
| 8     | Trophée de la ville de San Vendemiano       | Italie      | 1.2U   | Simone Consonni       | Colpack                         |
| 8     | Ringerike Grand Prix                        | Norvège     | 1.2    | Trond Trondsen        | Sparebanken Sør                 |
| 12-15 | Rhône-Alpes Isère Tour                      | France      | 2.2    | Lennard Hofstede      | Rabobank Development            |
| 13-15 | Tour de Picardie                            | France      | 2.1    | Nacer Bouhanni        | Cofidis                         |
| 13-15 | Tour de Cova da Beira                       | Portugal    | 2.1    | Joni Brandão          | Efapel                          |
| 13-16 | Tour de Berlin                              | Allemagne   | 2.2U   | Rémi Cavagna          | Klein Constantia                |
| 14    | Scandinavian Race Uppsala                   | Suède       | 1.2    | Syver Wærsted         | Ringeriks-Kraft                 |
| 14    | Visegrad 4 Bicycle Race - GP Polski         | Pologne     | 1.2    | Łukasz Owsian         | CCC Sprandi Polkowice           |
| 14    | Tour d'Overijssel                           | Pays-Bas    | 1.2    | Aidis Kruopis         | Verandas Willems                |
| 15    | Grand Prix Criquielion                      | Belgique    | 1.2    | Timothy Dupont        | Verandas Willems                |
| 15    | Grand Prix Industrie del Marmo              | Italie      | 1.2    | Damiano Cima          | Viris Maserati-Sisal Matchpoint |
| 15    | Visegrad 4 Bicycle Race - GP Czech Republic | Tchéquie    | 1.2    | Marek Rutkiewicz      | Wibatech Fuji                   |
| 18-22 | Bałtyk-Karkonosze Tour                      | Pologne     | 2.2    | Mateusz Taciak        | CCC Sprandi Polkowice           |
| 18-22 | Tour de Norvège                             | Norvège     | 2.HC   | Pieter Weening        | Roompot-Oranje Peloton          |
| 19-22 | Tour de Bihor                               | Roumanie    | 2.2    | Egan Bernal           | Androni Giocattoli-Sidermec     |
| 19-22 | Ronde de l'Isard d'Ariège                   | France      | 2.2U   | Bjorg Lambrecht       | Lotto-Soudal U23                |
| 20-22 | Paris-Arras Tour                            | France      | 2.2    | Aidis Kruopis         | Verandas Willems                |
| 21    | Tour de Berne                               | Suisse      | 1.2    | Enrico Salvador       | Unieuro Wilier                  |
| 22    | Velothon Wales                              | Royaume-Uni | 1.1    | Thomas Stewart        | Madison Genesis                 |
| 22    | Grand Prix de la Somme                      | France      | 1.1    | Daniel McLay          | Fortuneo-Vital Concept          |
| 22-29 | An Post Rás                                 | Irlande     | 2.2    | Clemens Fankhauser    | Tirol                           |
| 25-29 | Tour de Belgique                            | Belgique    | 2.HC   | Dries Devenyns        | IAM                             |
| 27    | Horizon Park Race for Peace                 | Ukraine     | 1.2    | Vitaliy Buts          | Kolss-BDC                       |
| 27-28 | Tour d'Estonie                              | Estonie     | 2.1    | Grzegorz Stępniak     | CCC Sprandi Polkowice           |
| 27-29 | Tour de Gironde                             | France      | 2.2    | Amund Grøndahl Jansen | Joker Byggtorget                |
| 28    | Grand Prix de Plumelec-Morbihan             | France      | 1.1    | Samuel Dumoulin       | AG2R La Mondiale                |
| 29    | Paris-Roubaix espoirs                       | France      | 1.2U   | Filippo Ganna         | Colpack                         |
| 29    | Horizon Park Classic                        | Ukraine     | 1.2    | Mykhailo Kononenko    | Kolss-BDC                       |
| 29    | Boucles de l'Aulne                          | France      | 1.1    | Samuel Dumoulin       | AG2R La Mondiale                |
| 31-2  | Tour d'Ukraine                              | Ukraine     | 2.2    | Sergiy Lagkuti        | Kolss-BDC                       |

### Juin
| Date  | Course                                            | Pays        | Classe | Vainqueur           | Équipe                             |
| ----- | ------------------------------------------------- | ----------- | ------ | ------------------- | ---------------------------------- |
| 1-5   | Tour de Luxembourg                                | Luxembourg  | 2.HC   | Maurits Lammertink  | Roompot-Oranje Peloton             |
| 2-5   | Boucles de la Mayenne                             | France      | 2.1    | Bryan Coquard       | Direct Énergie                     |
| 3-5   | Course de la Paix espoirs                         | Tchéquie    | 2.Ncup | David Gaudu         | Équipe nationale de France espoirs |
| 4     | Grand Prix de Vinnytsia                           | Ukraine     | 1.2    | Siarhei Papok       | Minsk CC                           |
| 4     | Hets Hatsafon                                     | Israël      | 1.2    | Guy Gabay           | Cycling Academy                    |
| 4     | Heistse Pijl                                      | Belgique    | 1.1    | Dylan Groenewegen   | Lotto NL-Jumbo                     |
| 5     | Grand Prix ISD                                    | Ukraine     | 1.2    | Nurbolat Kulimbetov | Astana City                        |
| 5     | Mémorial Philippe Van Coningsloo                  | Belgique    | 1.2    | Timothy Dupont      | Verandas Willems                   |
| 7-12  | Tour de Slovaquie                                 | Slovaquie   | 2.2    | Mauro Finetto       | Unieuro Wilier                     |
| 9     | Grand Prix du canton d'Argovie                    | Suisse      | 1.HC   | Giacomo Nizzolo     | Trek-Segafredo                     |
| 9-12  | Ronde de l'Oise                                   | France      | 2.2    | Antonio Parrinello  | D'Amico Bottecchia                 |
| 10-12 | Tour of Malopolska                                | Pologne     | 2.2    | Mateusz Taciak      | CCC Sprandi Polkowice              |
| 11    | Tour de Fyen                                      | Danemark    | 1.2    | Mads Pedersen       | Stölting Service Group             |
| 12    | Grand Prix Horsens                                | Danemark    | 1.2    | Alexander Kamp      | Stölting Service Group             |
| 12    | Tour du Limbourg                                  | Belgique    | 1.1    | Kenny Dehaes        | Wanty-Groupe Gobert                |
| 12    | Tour de Cologne                                   | Allemagne   | 1.1    | Dylan Groenewegen   | Lotto NL-Jumbo                     |
| 14-19 | Tour de Serbie                                    | Serbie      | 2.2    | Matej Mugerli       | Synergy Baku Project               |
| 15-19 | Ster ZLM Toer                                     | Pays-Bas    | 2.1    | Sep Vanmarcke       | Lotto NL-Jumbo                     |
| 16-19 | Route du Sud                                      | France      | 2.1    | Nairo Quintana      | Movistar                           |
| 16-19 | Tour de Haute-Autriche                            | Autriche    | 2.2    | Stephan Rabitsch    | Felbermayr Simplon Wels            |
| 16-19 | Tour de Slovénie                                  | Slovénie    | 2.1    | Rein Taaramäe       | Katusha                            |
| 16-19 | Tour des Pays de Savoie                           | France      | 2.2    | Enric Mas           | Klein Constantia                   |
| 18    | Korona Kocich Gór                                 | Pologne     | 1.2    | Mateusz Komar       | Domin Sport                        |
| 19    | Beaumont Trophy                                   | Royaume-Uni | 1.2    | Dion Smith          | ONE                                |
| 19    | Memorial im. J. Grundmanna J. Wizowskiego         | Pologne     | 1.2    | Vojtech Hacecky     | Whirlpool-Author                   |
| 19    | Circuit de Wallonie                               | Belgique    | 1.2    | Kévin Lalouette     | EC Raismes Petite-Forêt            |
| 22    | Halle-Ingooigem                                   | Belgique    | 1.1    | Dries De Bondt      | Verandas Willems                   |
| 28-3  | Tour de Hongrie                                   | Hongrie     | 2.2    | Mihkel Räim         | Cycling Academy                    |
| 29    | Internationale Wielertrofee Jong Maar Moedig      | Belgique    | 1.2    | Jérôme Baugnies     | Wanty-Groupe Gobert                |
| 29-2  | Course de Solidarność et des champions olympiques | Pologne     | 2.2    | Yauhen Sobal        | Minsk CC                           |

### Juillet
| Date  | Course                                       | Pays        | Classe | Vainqueur             | Équipe                                |
| ----- | -------------------------------------------- | ----------- | ------ | --------------------- | ------------------------------------- |
| 2     | Circuit Het Nieuwsblad espoirs               | Belgique    | 1.2    | Elias Van Breussegem  | Verandas Willems                      |
| 2-9   | Tour d'Autriche                              | Autriche    | 2.HC   | Jan Hirt              | CCC Sprandi Polkowice                 |
| 3     | Paris-Chauny                                 | France      | 1.2    | Dieter Bouvry         | Roubaix Métropole européenne de Lille |
| 3     | Balkan Elite Road Classics                   | Albanie     | 1.2    | Eugert Zhupa          | Wilier Triestina-Southeast            |
| 6-10  | Sibiu Cycling Tour                           | Roumanie    | 2.1    | Nikolay Mihaylov      | CCC Sprandi Polkowice                 |
| 7-10  | Trophée Joaquim-Agostinho                    | Portugal    | 2.2    | Rinaldo Nocentini     | Sporting-Tavira                       |
| 8     | Minsk Cup                                    | Biélorussie | 1.2    | Alexandr Kulikovskiy  | Équipe nationale de Russie            |
| 9     | Grand Prix de Minsk                          | Biélorussie | 1.2    | Siarhei Papok         | Minsk CC                              |
| 9     | Grand Prix de Saint-Nicolas                  | Belgique    | 1.2    | Justin Jules          | Veranclassic-Ago                      |
| 10    | Giro del Medio Brenta                        | Italie      | 1.2    | Fausto Masnada        | Colpack                               |
| 12-17 | Tour de la Vallée d'Aoste                    | Italie      | 2.2U   | Kilian Frankiny       | BMC Development                       |
| 14-17 | Tour du Portugal de l'Avenir                 | Portugal    | 2.2U   | Wilson Rodríguez      | Boyacá Raza de Campeones              |
| 17    | Trophée Matteotti                            | Italie      | 1.1    | Vincenzo Albanese     | Hopplà-Petroli Firenze                |
| 20    | Grand Prix Pino Cerami                       | Belgique    | 1.1    | Jelle Wallays         | Lotto-Soudal                          |
| 23-27 | Tour de Wallonie                             | Belgique    | 2.HC   | Dries Devenyns        | IAM                                   |
| 24    | Grand Prix de la ville de Pérenchies         | France      | 1.2    | Timothy Dupont        | Verandas Willems                      |
| 25    | Classique d'Ordizia                          | Espagne     | 1.1    | Simon Yates           | Orica-BikeExchange                    |
| 27-30 | Dookoła Mazowsza                             | Pologne     | 2.2    | Matti Manninen        | Bliz-Merida                           |
| 27-31 | Tour Alsace                                  | France      | 2.2    | Maximilian Schachmann | Klein Constantia                      |
| 27-31 | Tour du Danemark                             | Danemark    | 2.HC   | Michael Valgren       | Tinkoff                               |
| 27-7  | Tour cycliste international de la Guadeloupe | France      | 2.2    | Damien Monier         | Bridgestone Anchor Cycling Team       |
| 29-7  | Tour du Portugal                             | Portugal    | 2.1    | Rui Vinhas            | W52-FC Porto                          |
| 30-1  | Kreiz Breizh Elites                          | France      | 2.2    | Jeroen Meijers        | Rabobank Development                  |
| 31    | Trophée Almar                                | Italie      | 1.Ncup | Alexandr Kulikovskiy  |                                       |
| 31    | RideLondon-Surrey Classic                    | Royaume-Uni | 1.HC   | Tom Boonen            | Etixx-Quick Step                      |
| 31    | Grand Prix Kranj                             | Slovénie    | 1.2    | Mattia De Marchi      |                                       |
| 31    | Circuit de Getxo                             | Espagne     | 1.1    | Diego Ulissi          | Lampre-Merida                         |
| 31    | Polynormande                                 | France      | 1.1    | Baptiste Planckaert   | Wallonie Bruxelles-Group Protect      |
| 31    | Rad am Ring                                  | Allemagne   | 1.1    | Paul Voss             | Bora-Argon 18                         |

### Août
| Date  | Course                             | Pays     | Classe | Vainqueur            | Équipe                      |
| ----- | ---------------------------------- | -------- | ------ | -------------------- | --------------------------- |
| 2-6   | Tour de Burgos                     | Espagne  | 2.HC   | Alberto Contador     | Tinkoff                     |
| 5     | À travers le Hageland              | Belgique | 1.1    | Niki Terpstra        | Etixx-Quick Step            |
| 6     | Tour de Ribas                      | Ukraine  | 1.2    | Andriy Vasylyuk      | Kolss-BDC                   |
| 7     | Flèche du port d'Anvers            | Belgique | 1.2    | Timothy Dupont       | Verandas Willems            |
| 7     | Odessa Grand Prix 2                | Ukraine  | 1.2    | Oleksandr Prevar     | Kolss-BDC                   |
| 10-13 | Tour de l'Ain                      | France   | 2.1    | Sam Oomen            | Giant-Alpecin               |
| 11-13 | Tour de Szeklerland                | Roumanie | 2.2    | Kirill Pozdnyakov    | Synergy Baku Project        |
| 11-14 | Arctic Race of Norway              | Norvège  | 2.HC   | Gianni Moscon        | Sky                         |
| 11-14 | Czech Cycling Tour                 | Tchéquie | 2.1    | Diego Ulissi         | Lampre-Merida               |
| 13    | Mémorial Henryk Łasak              | Pologne  | 1.2    | Paweł Franczak       | Verva ActiveJet             |
| 14    | KOGA Slag om Norg                  | Pays-Bas | 1.2    | Fabio Jakobsen       | SEG Racing Academy          |
| 14    | Coupe des Carpates                 | Pologne  | 1.2    | Antonio Parrinello   | D'Amico Bottecchia          |
| 14    | Grand Prix de Poggiana             | Italie   | 1.2U   | Michael Storer       |                             |
| 16    | Gran Premio Capodarco              | Italie   | 1.2U   | Jai Hindley          |                             |
| 16-19 | Tour du Limousin                   | France   | 2.1    | Joey Rosskopf        | BMC Racing                  |
| 17    | Coupe de la ville d'Offida         | Italie   | 1.2U   | Enrico Salvador      | Unieuro Wilier              |
| 19    | Arnhem Veenendaal Classic          | Pays-Bas | 1.1    | Dylan Groenewegen    | Lotto NL-Jumbo              |
| 20    | Puchar Ministra Obrony Narodowej   | Pologne  | 1.2    | Alois Kaňkovský      | Whirlpool-Author            |
| 20-27 | Tour de l'Avenir                   | France   | 2.Ncup | David Gaudu          |                             |
| 21    | Grand Prix Jef Scherens            | Belgique | 1.1    | Dimitri Claeys       | Wanty-Groupe Gobert         |
| 23    | Grand Prix des Marbriers           | France   | 1.2    | Emiel Planckaert     | Lotto-Soudal U23            |
| 23    | Grand Prix de la ville de Zottegem | Belgique | 1.1    | Tim Merlier          | Crelan-Vastgoedservice      |
| 23-26 | Tour du Poitou-Charentes           | France   | 2.1    | Sylvain Chavanel     | Direct Énergie              |
| 24    | Course des raisins                 | Belgique | 1.1    | Jérôme Baugnies      | Wanty-Groupe Gobert         |
| 26-28 | Baltic Chain Tour                  | Lituanie | 2.2    | Māris Bogdanovičs    | Rietumu-Delfin              |
| 27    | Circuit Mandel-Lys-Escaut          | Belgique | 1.2    | Pieter Vanspeybrouck | Topsport Vlaanderen-Baloise |
| 27-28 | Ronde van Midden-Nederland         | Pays-Bas | 2.2    | Chris Opie           | ONE                         |
| 28    | Croatie-Slovénie                   | Slovénie | 1.2    | Jannik Steimle       | Felbermayr Simplon Wels     |
| 28    | Coupe Sels                         | Belgique | 1.1    | Wout van Aert        | Crelan-Vastgoedservice      |
| 28-2  | Tour de Bulgarie                   | Bulgarie | 2.2    | Marco Tecchio        | Unieuro Wilier              |
| 31-4  | Tour des Fjords                    | Norvège  | 2.1    | Alexander Kristoff   | Katusha                     |

### Septembre
| Date  | Course                                           | Pays        | Classe | Vainqueur                 | Équipe                                  |
| ----- | ------------------------------------------------ | ----------- | ------ | ------------------------- | --------------------------------------- |
| 3     | Brussels Cycling Classic                         | Belgique    | 1.HC   | Tom Boonen                | Etixx-Quick Step                        |
| 4     | Grand Prix de Fourmies                           | France      | 1.HC   | Marcel Kittel             | Etixx-Quick Step                        |
| 4     | Kernen Omloop Echt-Susteren                      | Pays-Bas    | 1.2    | Daan Meijers              | Join-S-De Rijke                         |
| 4-11  | Tour de Grande-Bretagne                          | Royaume-Uni | 2.HC   | Steve Cummings            | Dimension Data                          |
| 9-10  | Tour de Bohême de l'Est                          | Tchéquie    | 2.2    | Jan Tratnik               | Amplatz-BMC                             |
| 10    | Flèche côtière                                   | Belgique    | 1.2    | Timothy Dupont            | Verandas Willems                        |
| 11    | Chrono champenois                                | France      | 1.2    | Daniel Westmattelmann     | Kuota-Lotto                             |
| 11    | Tour du Doubs                                    | France      | 1.1    | Samuel Dumoulin           | AG2R La Mondiale                        |
| 12    | Grand Prix Marcel Kint                           | Belgique    | 1.2    | Jan-Willem van Schip      | Join-S-De Rijke                         |
| 14    | Coppa Bernocchi                                  | Italie      | 1.1    | Giacomo Nizzolo           | Équipe nationale d'Italie               |
| 14    | Grand Prix de Wallonie                           | Belgique    | 1.1    | Tony Gallopin             | Lotto-Soudal                            |
| 14    | Championnat d'Europe du contre-la-montre espoirs | France      | CC     | Lennard Kämna             | Équipe nationale d'Allemagne espoirs    |
| 15    | Coppa Agostoni                                   | Italie      | 1.1    | Sonny Colbrelli           | Bardiani CSF                            |
| 15    | Championnat d'Europe du contre-la-montre         | France      | CC     | Jonathan Castroviejo      | Équipe nationale d'Espagne              |
| 16    | Championnat des Flandres                         | Belgique    | 1.1    | Timothy Dupont            | Verandas Willems                        |
| 16    | Championnat d'Europe sur route espoirs           | France      | CC     | Aleksandr Riabushenko     | Équipe nationale de Biélorussie espoirs |
| 17    | Mémorial Marco Pantani                           | Italie      | 1.1    | Francesco Gavazzi         | Androni Giocattoli-Sidermec             |
| 17    | Grand Prix Impanis-Van Petegem                   | Belgique    | 1.HC   | Fernando Gaviria          | Etixx-Quick Step                        |
| 18    | Grand Prix d'Isbergues                           | France      | 1.1    | Kristoffer Halvorsen      | Joker Byggtorget                        |
| 18    | Championnat d'Europe sur route                   | France      | CC     | Peter Sagan               | Équipe nationale de Slovaquie           |
| 20-21 | Tour de Toscane                                  | Italie      | 2.1    | Daniele Bennati           | Équipe nationale d'Italie               |
| 22    | Coppa Sabatini                                   | Italie      | 1.1    | Sonny Colbrelli           | Bardiani CSF                            |
| 24    | Tour d'Émilie                                    | Italie      | 1.HC   | Esteban Chaves            | Orica-GreenEDGE                         |
| 25    | Grand Prix Bruno Beghelli                        | Italie      | 1.HC   | Nicola Ruffoni            | Bardiani CSF                            |
| 25    | Gooikse Pijl                                     | Belgique    | 1.2    | Aidis Kruopis             | Verandas Willems                        |
| 25    | Duo normand                                      | France      | 1.1    | Luke Durbridge Svein Tuft | Orica-BikeExchange                      |
| 27    | Ruota d'Oro                                      | Italie      | 1.2U   | Vincenzo Albanese         | Hopplà-Petroli Firenze,                 |
| 27    | Trois vallées varésines                          | Italie      | 1.HC   | Sonny Colbrelli           | Bardiani CSF                            |
| 27-2  | Olympia's Tour                                   | Pays-Bas    | 2.2U   | Cees Bol                  | Rabobank Development                    |
| 28    | Milan-Turin                                      | Italie      | 1.HC   | Miguel Ángel López        | Astana                                  |
| 29    | Tour du Piémont                                  | Italie      | 1.HC   | Giacomo Nizzolo           | Équipe nationale d'Italie               |

### Octobre
| Date | Course                                 | Pays      | Classe | Vainqueur         | Équipe              |
| ---- | -------------------------------------- | --------- | ------ | ----------------- | ------------------- |
| 2    | Tour de Vendée                         | France    | 1.1    | Nacer Bouhanni    | Cofidis             |
| 2    | Tour de Lombardie amateurs             | Italie    | 1.2U   | Harm Vanhoucke    | Lotto-Soudal U23    |
| 2    | Eurométropole Tour                     | Belgique  | 1.HC   | Dylan Groenewegen | Lotto NL-Jumbo      |
| 3    | Tour de Münster                        | Allemagne | 1.HC   | John Degenkolb    | Giant-Alpecin       |
| 4    | Binche-Chimay-Binche                   | Belgique  | 1.1    | Arnaud Démare     | FDJ                 |
| 8    | Paris-Bourges                          | France    | 1.1    | Sam Bennett       | Bora-Argon 18       |
| 9    | Paris-Tours                            | France    | 1.HC   | Fernando Gaviria  | Etixx-Quick Step    |
| 9    | Paris-Tours espoirs                    | France    | 1.2U   | Arvid de Kleijn   | Jo Piels            |
| 11   | Prix national de clôture               | Belgique  | 1.1    | Roy Jans          | Wanty-Groupe Gobert |
| 23   | Chrono des Nations-Les Herbiers-Vendée | France    | 1.1    | Vasil Kiryienka   | Sky                 |

### Épreuves annulées
| Date                | Course                                            | Pays               | Classe | Cause             |
| ------------------- | ------------------------------------------------- | ------------------ | ------ | ----------------- |
| 6 mars              | Grand Prix Istrie-Slovénie                        | Slovénie           | 1.2    |                   |
| 15 mars             | Sotchi Cup                                        | Russie             | 1.2    |                   |
| 16 mars             | Grand Prix Sotchi Mayor                           | Russie             | 1.2    |                   |
| 17 mars             | Grand Prix Nobili Rubinetterie                    | Italie             | 1.HC   | Financière        |
| 17-20 mars          | Grand Prix de Sotchi                              | Russie             | 2.2    |                   |
| 30 mars             | Krasnodar-Anapa                                   | Russie             | 1.2    |                   |
| 31 mars-3 avril     | Tour de Kuban                                     | Russie             | 2.2    |                   |
| 13 avril            | Maykop-Ulyap-Maykop                               | Russie             | 1.2    |                   |
| 13 avril            | Côte picarde                                      | France             | 1.Ncup | Financière        |
| 14-17 avril         | Grand Prix d'Adyguée                              | Russie             | 2.2    |                   |
| 3 mai               | Grand Prix de Moscou                              | Russie             | 1.2    |                   |
| 5-9 mai             | Cinq anneaux de Moscou                            | Russie             | 2.2    |                   |
| 21-22 mai           | World Ports Classic                               | Pays-Bas           | 2.1    |                   |
| 25-29 mai           | Tour de Bavière                                   | Allemagne          | 2.HC   |                   |
| 28 mai              | Horizon Park Race Maïdan                          | Ukraine            | 1.2    |                   |
| 2-5 juin            | Tour d'Ankara                                     | Turquie            | 2.2    |                   |
| 2-5 juin            | Tour de Lleida                                    | Espagne            | 2.2    |                   |
| 5 juin              | Coppa della Pace                                  | Italie             | 1.2    | Annulation        |
| 10-19 juin          | Girobio                                           | Italie             | 2.2    |                   |
| 12 juin             | Grand Prix de Sarajevo                            | Bosnie-Herzégovine | 1.2    |                   |
| 19 juin             | Velothon Copenhague                               | Danemark           | 1.1    |                   |
| 24 juillet          | Velothon Stuttgart                                | Allemagne          | 1.1    |                   |
| 2-4 août            | Race Yatran Kirovograd                            | Ukraine            | 2.2    |                   |
| 7 août              | Trophée international Bastianelli                 | Italie             | 1.2    | Financière        |
| 7-8 août            | Tour du Gévaudan Languedoc-Roussillon             | France             | 2.1    | Organisationnelle |
| 21 août             | Szlakiem Wielkich Jezior                          | Pologne            | 1.2    |                   |
| 30 septembre-4 août | Okolo Jižních Čech                                | Tchéquie           | 2.2    |                   |
| 2-4 septembre       | Black Sea Cycling Tour                            | Bulgarie           | 2.2    |                   |
| 4 septembre         | Cyklo Gdynia                                      | Pologne            | 1.2    |                   |
| 10 septembre        | Tour du Jura                                      | Suisse             | 1.2    | Organisationnelle |
| 11 septembre        | Velothon Stockholm                                | Suède              | 1.1    |                   |
| 14-18 septembre     | Tour de Roumanie                                  | Roumanie           | 2.2    |                   |
| 18 septembre        | Grand Prix de l'industrie et du commerce de Prato | Italie             | 1.1    |                   |
| 27 septembre        | Circuit du Houtland                               | Belgique           | 1.1    | Organisationnelle |
| 30 septembre        | Maykop Cup                                        | Russie             | 1.2    |                   |
| 1-4 septembre       | Tour du Caucase                                   | Russie             | 2.2    |                   |

## Classements
| Rang | Coureur             | Pays      | Équipe                           | Points |
| ---- | ------------------- | --------- | -------------------------------- | ------ |
| 1    | Baptiste Planckaert | Belgique  | Wallonie Bruxelles-Group Protect | 1605   |
| 2    | Timothy Dupont      | Belgique  | Verandas Willems                 | 1425   |
| 3    | Sonny Colbrelli     | Italie    | Bardiani-CSF                     | 1370   |
| 4    | Bryan Coquard       | France    | Direct Énergie                   | 1333   |
| 5    | Dylan Groenewegen   | Pays-Bas  | Lotto NL-Jumbo                   | 1145   |
| 6    | Samuel Dumoulin     | France    | AG2R La Mondiale                 | 1145   |
| 7    | Diego Ulissi        | Italie    | Lampre-Merida                    | 1126   |
| 8    | Nacer Bouhanni      | France    | Cofidis                          | 1035   |
| 9    | Francesco Gavazzi   | Italie    | Androni Giocattoli-Sidermec      | 954    |
| 10   | Petr Vakoč          | Tchéquie  | Etixx-Quick Step                 | 910    |
| 11   | Alexander Kristoff  | Norvège   | Katusha                          | 833    |
| 12   | Kenny Dehaes        | Belgique  | Wanty-Groupe Gobert              | 747    |
| 13   | Fernando Gaviria    | Colombie* | Etixx-Quick Step                 | 727    |
| 14   | Philippe Gilbert    | Belgique  | BMC Racing Team                  | 708    |
| 15   | Giacomo Nizzolo     | Italie    | Trek-Segafredo                   | 704    |
| 16   | Tony Gallopin       | France    | Lotto-Soudal                     | 655    |
| 17   | Tom Boonen          | Belgique  | Etixx-Quick Step                 | 633    |
| 18   | Dries Devenyns      | Belgique  | IAM Cycling                      | 621    |
| 19   | Peter Sagan         | Slovaquie | Tinkoff                          | 615    |
| 20   | André Greipel       | Allemagne | Lotto-Soudal                     | 610    |

| Rang | Équipe                           | Pays            | Points  |
| ---- | -------------------------------- | --------------- | ------- |
| 1    | Wanty-Groupe Gobert              | Belgique        | 3015    |
| 2    | Direct Énergie                   | France          | 2966    |
| 3    | Cofidis                          | France          | 2953    |
| 4    | Caja Rural-Seguros RGA           | Espagne         | 2683    |
| 5    | Wallonie Bruxelles-Group Protect | Belgique        | 2469    |
| 6    | Bardiani-CSF                     | Italie          | 2244    |
| 7    | Verandas Willems                 | Belgique        | 2201    |
| 8    | Androni Giocattoli-Sidermec      | Italie          | 2109    |
| 9    | Topsport Vlaanderen-Baloise      | Belgique        | 2038    |
| 10   | Bora-Argon 18                    | Allemagne       | 1930    |
| 11   | Roompot Oranje Peloton           | Pays-Bas        | 1777    |
| 12   | Fortuneo-Vital Concept           | France          | 1739    |
| 13   | Wilier Triestina-Southeast       | Italie          | 1683    |
| 14   | Gazprom-RusVelo                  | Russie          | 1334    |
| 15   | ONE Pro Cycling                  | Grande-Bretagne | 1333,75 |
| 16   | CCC Sprandi Polkowice            | Pologne         | 1324    |
| 17   | Crelan-Vastgoedservice           | Belgique        | 1313    |
| 18   | Joker Byggtorget                 | Norvège         | 1219    |
| 19   | Kolss-BDC                        | Ukraine         | 1166,65 |
| 20   | Synergy Baku Cycling Project     | Azerbaïdjan     | 1146    |

| Rang | Pays        | Points  |
| ---- | ----------- | ------- |
| 1    | Belgique    | 8044    |
| 2    | Italie      | 6943,75 |
| 3    | France      | 6786    |
| 4    | Norvège     | 3871    |
| 5    | Espagne     | 3759    |
| 6    | Pays-Bas    | 3738    |
| 7    | Royaume-Uni | 3718    |
| 8    | Allemagne   | 3410    |
| 9    | Danemark    | 2685,5  |
| 10   | Tchéquie    | 2231    |

| Rang | Pays        | Points  |
| ---- | ----------- | ------- |
| 1    | Italie      | 1876    |
| 2    | Allemagne   | 1661,25 |
| 3    | France      | 1589    |
| 4    | Belgique    | 1438,25 |
| 5    | Norvège     | 1437    |
| 6    | Royaume-Uni | 1295    |
| 7    | Danemark    | 1077    |
| 8    | Pays-Bas    | 998     |
| 9    | Russie      | 476,92  |
| 10   | Irlande     | 412     |